# Riksväg 20, Finland

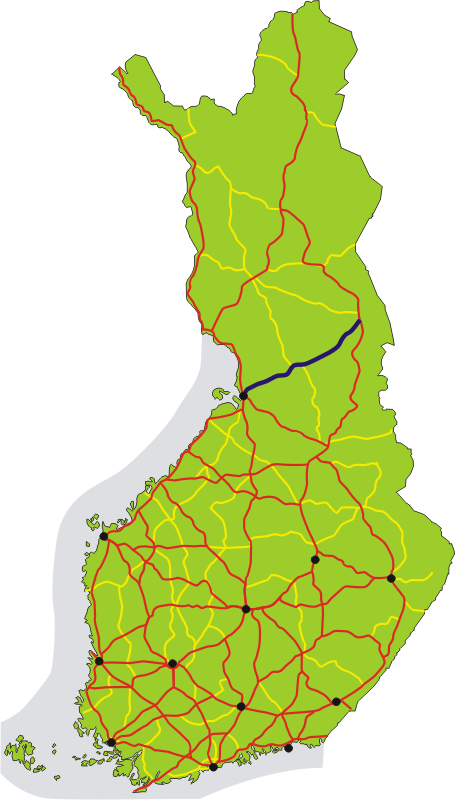
Riksväg 20 markerad med mörkblått på kartan

Riksväg 20 är en av Finlands huvudvägar. Den går från Uleåborg till Kuusamo, omkring 25 kilometer före Kuusamo passerar den Kuolio.

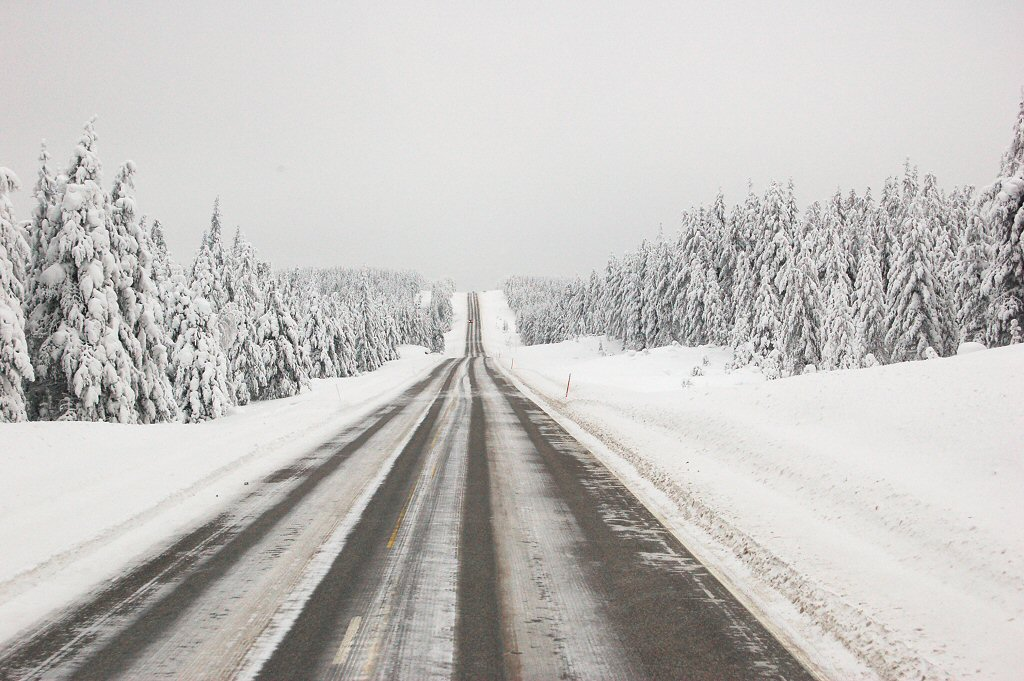
Riksväg 20 i Kuusamo